# Александр Суворов (теплоход)
«Александр Суворов» — круизный четырёхпалубный дизель-электрический теплоход проекта 92-016 (тип «Валериан Куйбышев»), эксплуатируемый компанией «ВодоходЪ» в Волжском бассейне и приписанный к Нижнему Новгороду, относится к самым крупным советским речным пассажирским судам. Построен в городе Комарно (ЧССР) в 1981 году. Назван в честь русского полководца Александра Васильевича Суворова. В июне 1983 года на полном ходу врезался в несудоходный пролёт Ульяновского моста. Катастрофа повлекла за собой большие человеческие жертвы.

## История судна
Судно под заводским номером 2007 было построено в 1981 году на судостроительном предприятии Národný Podnik Škoda Komárno (Slovenské Lodenice n.p. Komárno) в городе Комарно, Чехословакия, и передано советскому заказчику в Волго-Донское речное пароходство минречфлота в Ростов-на-Дону, где эксплуатировалось до катастрофы 1983 года. После катастрофы было восстановлено.
В апреле 1984 года судно было передано в Волжское пароходство, город Горький. С 2012 года «Александр Суворов» эксплуатируется компанией ВодоходЪ по маршруту от Санкт-Петербурга до Нижнего Новгорода.

## Катастрофа

Теплоход «Александр Суворов» до катастрофы

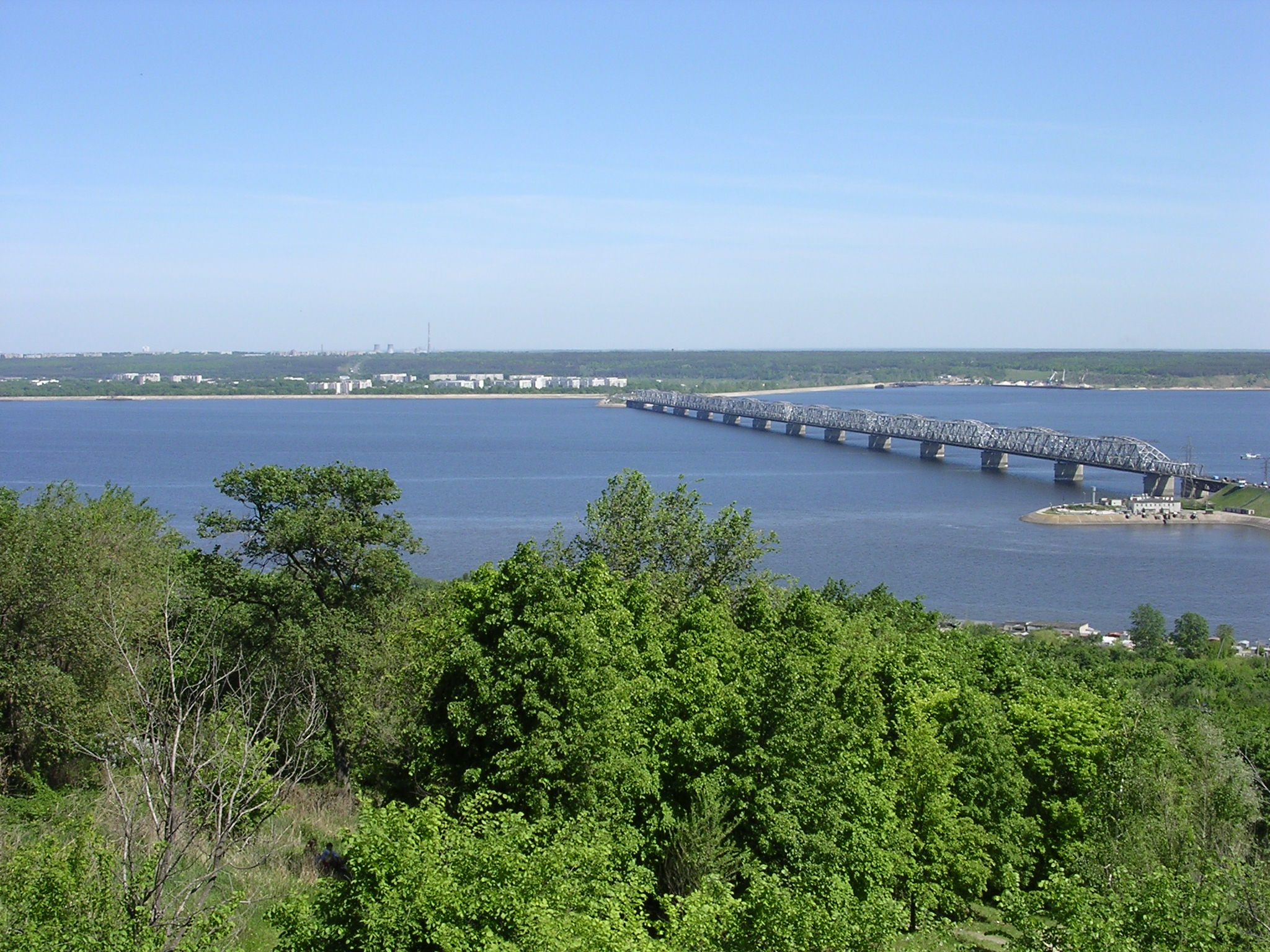
Вид на Императорский мост с правого берега Волги

В воскресенье, 5 июня 1983 года «Александр Суворов» следовал по маршруту туристического круиза Ростов-на-Дону — Москва. По данным Прокуратуры РСФСР, на борту теплохода находилось 438 человек, включая пассажиров, обслуживающий персонал и команду. В 21:40 теплоход на полном ходу вместо предписанного «Местными правилами плавания судов в Волжском бассейне» третьего пролёта зашёл под несудоходный шестой пролёт Ульяновского моста через Волгу и ударился надстройками четвёртой палубы о ферму моста.

Схема разрушений теплохода

В результате столкновения у судна были снесены рулевая рубка, каюты капитана и старшего помощника, радиорубка и кинозал, в котором в это время находилось более 200 пассажиров. В момент столкновения у теплохода остановились двигатели по причине разрушения пневматических магистралей дистанционного управления, есть информация, что он по инерции прошёл за мостом ещё около 300 метров. Широко известна фотография теплохода, якобы застрявшего под пролётом, на самом деле эта фотография сделана позже во время следственного эксперимента.
Мост также получил повреждения, что привело к крушению двигавшегося по нему в этот момент грузового состава. Одиннадцать вагонов сошли с рельсов, брёвна, зерно и уголь, составлявшие их груз, посыпались вниз, в том числе на теплоход.
По данным Прокуратуры РСФСР, в результате катастрофы погибли 170 пассажиров и 6 членов экипажа теплохода, 49 человек получили телесные повреждения различной степени тяжести. В сюжете «Первого канала» в связи с 25-летием со дня катастрофы было сказано, что существуют документы, указывающие на большее число жертв, а количество поступивших в больницы раненых превышало 100 человек. Называют и такие цифры погибших, как «свыше 400 человек» и даже «до полутысячи».
Неопределённость связана с тем, что во время рейса «Александр Суворов» был перегружен. Помимо 330 пассажиров, на его борту находились 50 членов экипажа и 35 человек обслуживающего персонала. Также на теплоходе находились знакомые и родственники членов экипажа.
Большое число жертв объясняется тем, что в момент столкновения бо́льшая часть пассажиров находилась в кинозале и на танцплощадке на верхней палубе, полностью уничтоженной столкновением с фермой моста.
Большую роль в спасении пострадавших сыграли немногочисленные железнодорожники. После столкновения теплохода с пролётом моста часть пассажиров выпрыгнула за борт. Пострадавших доставляли в ульяновские больницы, благодаря своевременному оповещению лечащего персонала и приезду врачей из близлежащих больниц удалось спасти много пассажиров.
На мосту оставались сошедшие с рельсов цистерны с нефтепродуктами. Для откачки нефтепродуктов были срочно привлечены преподаватели и курсанты-трубопроводчики Ульяновского высшего военно-технического училища. В кратчайшее время из имеющегося в училище неполного учебного комплекта полевого магистрального трубопровода были собраны две нитки, на берегу развёрнуты перекачивающие станции горючего. Благодаря самоотверженным действиям курсантов, которым пришлось без необходимого опыта и снаряжения работать на решётчатых мостовых конструкциях, рискуя в любой момент упасть в Волгу, за несколько часов цистерны были опорожнены.

### Причины
Проведённое Прокуратурой РСФСР следствие возложило основную ответственность на возглавлявшего во время аварии вахтенную службу старшего помощника капитана, первого штурмана Е. М. Митенкова. Согласно показаниям свидетелей из числа команды, Митенков фактически устранился от управления теплоходом и занимался в рулевой рубке чтением художественной литературы. Таким образом, он не осуществлял контроля за действиями рулевого Уварова, не обладавшего достаточным опытом для самостоятельного управления судном. По мнению следствия, Уваров по неопытности и невнимательности направил теплоход в несудоходный пролёт моста.
Привлечённые следствием эксперты отметили, что ошибке рулевого могли способствовать отсутствие на мосту световой сигнализации, которая во время аварии была выключена, и наличие на шестом пролёте будки, схожей своими очертаниями с сигнальным щитом на судоходном третьем пролёте. Но с учётом того, что чёткая видимость пролётов моста во время аварии составляла около трёх километров, эти факторы не являлись её непосредственной причиной.
Митенков и Уваров погибли во время аварии.

### Осуждение капитана

В. В. Клеймёнов был капитаном «Александра Суворова» в день катастрофы

Капитан судна Владимир Вениаминович Клеймёнов в момент катастрофы отдыхал в своей каюте перед ночной вахтой и в управлении судном участия не принимал. После аварии он оказался в воде, но сумел выбраться на берег. На допросе он утверждал, что спас из воды одного человека. Ему было предъявлено обвинение по части 1 статьи 85 УК РСФСР (нарушение правил безопасности движения и эксплуатации транспорта) в том, что он систематически нарушал требования Устава службы на судах Министерства речного флота РСФСР, не поддерживал на судне надлежащую дисциплину и не обеспечил выполнение Устава и других относящихся к обеспечению безопасности нормативных актов своим старшим помощником. Также ему ставилось в вину самоустранение от руководства действиями по спасению людей после аварии. Клейменов признал свою вину в недостаточном контроле за исполнением Митенковым вахтенных обязанностей. Устранение от спасательных действий он объяснял психическим состоянием и рекомендацией осмотревшего его врача немедленно обратиться в больницу, но судебно-медицинская экспертиза установила, что капитан не имел тяжёлых травм и был в состоянии заниматься организацией спасательных действий, а свидетели показали, что за медицинской помощью он обратился лишь через несколько часов после аварии.
Клейменов был осуждён на 10 лет лишения свободы. Отбыв в заключении около 6 лет, он был досрочно освобождён по состоянию здоровья. В 1990 году он умер от инфаркта.

## Технические характеристики
Современные характеристики: скорость до 26 км/ч, длина судна — 135,7 м, ширина — 16,8 м, осадка — 2,9 м. Количество посадочных мест — 316.